# Magdalena Max Neef
Magdalena Max-Neef de Amesti (Berkeley, 28 de julio de 1961) es una actriz chilena, conocida por su trabajo en el teatro comercial, especialmente en su labor con el Teatro Aparte, y en la comedia de situaciones Los Venegas.

## Biografía
Nació el 28 de julio de 1961 en Berkeley, California. Hija de Manfred Max-Neef; un intelectual, economista, ambientalista y excandidato a la presidencia de Chile, y de Gabriela María de Amesti Riveros.
Cursó sus estudios primarios y secundarios en el Villa María Academy en Las Condes. Posteriormente, ingresó a teatro de la Pontificia Universidad Católica de Chile (PUC), egresó en 1985. Más adelante, se desempeñó como profesora de voz.

## Carrera artística
Max Neef inició su carrera en la escuela de teatro, participando en obras como La asamblea de los pájaros. Su trayectoria continuó con producciones destacadas como Recordando con ira, del Teatro UC, y El avaro, dirigida por Ramón Griffero en el Teatro El Conventillo.
En 1991, se unió a Teatro Aparte, participando en la obra ¿Quién me escondió los zapatos negros?, dirigida por Rodrigo Bastidas. A partir de entonces, continuó su trabajo en esta compañía, actuando en diversas obras de comedia como De uno a diez, ¿cuánto me quieres?, El membrillar es mío, Yo, tú y ellos, Dementes, Desatinadas, Ella en mi cabeza y ¿Triángulo o rectángulo?. Estas obras, caracterizadas por su humor agudo y sus temáticas contemporáneas, dejaron una huella en la comedia chilena.
Además, Max Neef desempeñó una importante labor en radio, participando en el programa Desatinadas de la Radio Universidad de Chile hasta 2004. Entre 2006 y 2007, ocupó el cargo de jefa de carrera en la Escuela de Teatro de la Universidad Santo Tomás.

## Vida personal
En su segundo año de carrera universitaria, la maternidad llegó a una edad temprana para Magdalena. Junto a su primera pareja Edgardo Bousquet, tuvo a Matías Bousquet Max-Neef (nacido en 1981). Posteriormente, tras quedar viuda, asumió por completo la responsabilidad de criar a su hijo sola.
En 1999, Max-Neef comenzó una relación con el actor Juan Bennett, con quien tuvo dos hijas: Elisa (nacida en 2000) y Sofía Bennett Max-Neef (nacida en 2002). La familia Bennett Max Neef reside en Peñalolén.